# Evaldas Jurkevičius
Evaldas Jurkevičius (ur. 21 lutego 1969 w Kłajpedzie) – litewski polityk, przedsiębiorca i działacz społeczny, poseł na Sejm Republiki Litewskiej (2008–2012).

## Życiorys
Ukończył technikum zawodowe w Kłajpedzie ze specjalnością elektromechanika łodzi rybackich. W 1992 rozpoczął własną działalność gospodarczą, zakładając firmę "E. Jurkevičius". Od 2002 kierował prywatną spółką "Smeltė".
W latach 2000–2005 studiował na Wydziale Pedagogiki Uniwersytetu Kłajpedzkiego, naukę kontynuował na Uniwersytecie Technicznym w Kownie. Od 2005 do 2007 zajmował stanowisko wicedyrektora Muzeum Historii Małej Litwy w Kłajpedzie, później przez rok był zatrudniony w administracji publicznej jako inspektor.
Należał do Związku Liberałów i Centrum, następnie przystąpił do Związku Ojczyzny. W wyborach parlamentarnych w 2008 z ramienia konserwatystów został wybrany posłem na Sejm w okręgu w Kłajpedzie, pokonując w II turze liberała Artūrasa Šulcasa. W 2012 nie uzyskał reelekcji. W 2020 związał się z nowym ugrupowaniem pod nazwą Związek Chrześcijański.